# Майкл Пека
Майкл Пека (англ. Michael Peca; нар. 26 березня 1974, Торонто) — канадський хокеїст, що грав на позиції центрального нападника. Грав за збірну команду Канади.
Олімпійський чемпіон. Провів понад 900 матчів у Національній хокейній лізі.

## Ігрова кар'єра
Хокейну кар'єру розпочав 1990 року.
1992 року був обраний на драфті НХЛ під 40-м загальним номером командою «Ванкувер Канакс». 
Протягом професійної клубної ігрової кар'єри, що тривала 17 років, захищав кольори команд «Ванкувер Канакс», «Баффало Сейбрс», «Нью-Йорк Айлендерс», «Едмонтон Ойлерс», «Торонто Мейпл-Ліфс» та «Колумбус Блю-Джекетс».
Загалом провів 961 матч у НХЛ, включаючи 97 ігор плей-оф Кубка Стенлі.
Був гравцем молодіжної збірної Канади, у складі якої брав участь у 7 іграх. Виступав за національну збірну Канади, провів 9 ігор в її складі.

## Тренерська робота
У сезоні 2012/13 став головним тренером молодіжної команди «Баффало Сейбрс».
10 лютого 2021 року Майкл був найнятий «Вашингтон Кепіталс» тренером з розвитку гравців на сезон 2020–21. У 2021 році перейшов асистентом головного тренера до фарм-клубу «столичних», команди АХЛ «Рочестер Американс».
20 червня 2023 року Пека став асистентом головного тренера клубу «Нью-Йорк Рейнджерс» Пітера Лавіолетта.

## Нагороди та досягнення
Клубні
- Приз Франка Селке — 1997, 2002.

Збірна
- Чемпіон молодіжного чемпіонату світу 1994 року.
- Олімпійський чемпіон (2002 року).

## Статистика

### Клубні виступи
| Сезон        | Клуб                   | Ліга         | Регулярна першість | Регулярна першість | Регулярна першість | Регулярна першість | Регулярна першість | Плей-оф | Плей-оф | Плей-оф | Плей-оф | Плей-оф |
| Сезон        | Клуб                   | Ліга         | І                  | Г                  | П                  | О                  | ШХ                 | І       | Г       | П       | О       | ШХ      |
| ------------ | ---------------------- | ------------ | ------------------ | ------------------ | ------------------ | ------------------ | ------------------ | ------- | ------- | ------- | ------- | ------- |
| 1990–91      | «Садбері Вулвс»        | ОХЛ          | 62                 | 14                 | 27                 | 41                 | 24                 | 5       | 1       | 0       | 1       | 7       |
| 1991–92      | «Садбері Вулвс»        | ОХЛ          | 39                 | 16                 | 34                 | 50                 | 61                 | —       | —       | —       | —       | —       |
| 1991–92      | «Оттава 67-і»          | ОХЛ          | 27                 | 8                  | 17                 | 25                 | 32                 | 11      | 6       | 10      | 16      | 6       |
| 1992–93      | «Гамільтон Канакс»     | АХЛ          | 9                  | 6                  | 3                  | 9                  | 11                 | —       | —       | —       | —       | —       |
| 1992–93      | «Оттава 67-і»          | ОХЛ          | 55                 | 38                 | 64                 | 102                | 80                 | —       | —       | —       | —       | —       |
| 1993–94      | «Оттава 67-і»          | ОХЛ          | 55                 | 50                 | 63                 | 113                | 101                | 17      | 7       | 22      | 29      | 30      |
| 1993–94      | «Ванкувер Канакс»      | НХЛ          | 4                  | 0                  | 0                  | 0                  | 2                  | —       | —       | —       | —       | —       |
| 1994–95      | «Ванкувер Канакс»      | НХЛ          | 33                 | 6                  | 6                  | 12                 | 30                 | 5       | 0       | 1       | 1       | 8       |
| 1994–95      | «Сірак'юс Кранч»       | АХЛ          | 35                 | 10                 | 24                 | 34                 | 75                 | —       | —       | —       | —       | —       |
| 1995–96      | «Баффало Сейбрс»       | НХЛ          | 68                 | 11                 | 20                 | 31                 | 67                 | —       | —       | —       | —       | —       |
| 1996–97      | «Баффало Сейбрс»       | НХЛ          | 79                 | 20                 | 29                 | 49                 | 80                 | 10      | 0       | 2       | 2       | 8       |
| 1997–98      | «Баффало Сейбрс»       | НХЛ          | 61                 | 18                 | 22                 | 40                 | 57                 | 13      | 3       | 2       | 5       | 8       |
| 1998–99      | «Баффало Сейбрс»       | НХЛ          | 82                 | 27                 | 29                 | 56                 | 81                 | 21      | 5       | 8       | 13      | 18      |
| 1999–00      | «Баффало Сейбрс»       | НХЛ          | 73                 | 20                 | 21                 | 41                 | 67                 | 5       | 0       | 1       | 1       | 4       |
| 2001–02      | «Нью-Йорк Айлендерс»   | НХЛ          | 80                 | 25                 | 35                 | 60                 | 62                 | 5       | 1       | 0       | 1       | 2       |
| 2002–03      | «Нью-Йорк Айлендерс»   | НХЛ          | 66                 | 13                 | 29                 | 42                 | 43                 | 5       | 0       | 0       | 0       | 4       |
| 2003–04      | «Нью-Йорк Айлендерс»   | НХЛ          | 76                 | 11                 | 29                 | 40                 | 71                 | 5       | 0       | 0       | 0       | 6       |
| 2005–06      | «Едмонтон Ойлерс»      | НХЛ          | 71                 | 9                  | 14                 | 23                 | 56                 | 24      | 6       | 5       | 11      | 20      |
| 2006–07      | «Торонто Мейпл-Ліфс»   | НХЛ          | 35                 | 4                  | 11                 | 15                 | 60                 | —       | —       | —       | —       | —       |
| 2007–08      | «Колумбус Блю-Джекетс» | НХЛ          | 65                 | 8                  | 26                 | 34                 | 64                 | —       | —       | —       | —       | —       |
| 2008–09      | «Колумбус Блю-Джекетс» | НХЛ          | 71                 | 4                  | 18                 | 22                 | 58                 | 4       | 0       | 0       | 0       | 2       |
| Усього в НХЛ | Усього в НХЛ           | Усього в НХЛ | 864                | 176                | 289                | 465                | 798                | 97      | 15      | 19      | 34      | 80      |

### Збірна
| Рік                | Команда            | Турнір             | Місце              | І | Г | П | О | ШХ |
| ------------------ | ------------------ | ------------------ | ------------------ | - | - | - | - | -- |
| 1994               | Канада             | МЧС                | 1                  | 7 | 2 | 2 | 4 | 8  |
| 2001               | Канада             | ЧС                 | 5-е                | 3 | 1 | 3 | 4 | 0  |
| 2002               | Канада             | ОІ                 | 1                  | 6 | 0 | 2 | 2 | 2  |
| Молодіжна збірна   | Молодіжна збірна   | Молодіжна збірна   | Молодіжна збірна   | 7 | 2 | 2 | 4 | 6  |
| Національна збірна | Національна збірна | Національна збірна | Національна збірна | 9 | 1 | 5 | 6 | 2  |